# Hylophthirus spinosus
Hylophthirus spinosus ist eine Art der Echten Tierläuse, die das in Südostasien beheimatete Schwarzweiß-Gleithörnchen befällt. Sie ist bislang die einzige Art in der erst 2024 etablierten Gattung Hylophthirus und wurde bislang nur in Laos nachgewiesen.

## Merkmale

### Art
Hylophthirus spinosus ist mit 0,45 bis 0,585 mm Länge eine sehr kleine Tierlaus. Der Kopf ist länger als breit und hat abgerundete Vorder- und Seitenränder. Auf der Kopfoberseite ist eine deutliche Naht sichtbar. Die Fühler haben fünf Segmente, das letzte ist leicht kolbig aufgetrieben. Der Thorax ist breiter als lang, eine Notalgrube fehlt. Die thorakale Sternalplatte ist breit. Die mesothorakalen Stigmata sind klein und liegen auf einem kleinen Vorsprung. Das vordere und mittlere Beinpaar sind klein und tragen je eine tibiotarsale Kralle. Das hintere ist deutlich größer und endet mit einer kräftigen Kralle. Das Abdomen ist breiter als der Thorax und trägt fünf Paratergalplatten auf den Segmenten 2, 3, 4, 7 und 8. Die kleine erste Paratergalplatte hat kein Stigmum, die der Segmente 2 und drei haben ein kleines Stigmum und auch in den Segmenten 5 und 6 sind kleine Stigmen ausgebildet. Die Tergiten sind breit. Sterniten sind vorhanden, einige der vorderen tragen dornartig modifizierte Borsten (Setae). Die männlichen Genitalien sind stark modifiziert. Sie bestehen aus sehr engen Parameren, die kürzer als das basale Apodem sind. Auch die weiblichen Genitalien sind stark modifiziert. Sie bestehen aus einer halbrunden Subgenitalplatte, die beidseitig von einer breiten zusätzlichen Platte flankiert wird. Die Gonopoden, insbesondere das neunte, sind sehr groß und erstrecken sich über das Ende des Abdomens hinaus.

### Gattung
Merkmale zur Identifizierung der Gattung sind: Das Fehlen des Höckers an der Kopfunterseite unterscheidet Hylophthirus von Microphthirus. Die fünfgliedrigen Fühler unterscheiden sich von den viergliedrigen bei Phthirunculus. Die kleinen, auf einer Vorwölbung liegenden mesothorakalen Stigmata kommen bei keinen anderen Enderleinellidae vor. Im Vergleich zu Atopophthirus ist die thorakale Sternalplatte bei Hylophthirus breit und gut entwickelt und im Gegensatz zu anderen Enderleinellidae breiter als lang. Paarige zusätzliche Sternalplatten im Segment 2 wie bei Enderleinellus sind nicht ausgebildet. Paratergalplatten in den Segmenten 2, 3, 4, 7 und 8 sind einzigartig für Hylophthirus. Die deutlichen abdominalen Sterniten und breiten Tergiten unterscheiden die Gattung deutlich von Werneckia, wo diese gänzlich fehlen. Die massiven seitlichen Dornen an den Sterniten und die Form der Genitalien sind ebenfalls einzigartig innerhalb der Enderleinellidae.